# Urzhar Airport
Urzhar Airport är en flygplats i Kazakstan.   Den ligger i oblystet Östkazakstan, i den östra delen av landet, 900 km sydost om huvudstaden Astana. Urzhar Airport ligger 504 meter över havet.
Terrängen runt Urzhar Airport är platt. Runt Urzhar Airport är det mycket glesbefolkat, med 7 invånare per kvadratkilometer. Närmaste större samhälle är Urzhar, 2,3 km väster om Urzhar Airport. Trakten runt Urzhar Airport består i huvudsak av gräsmarker.